# バーンスワーラー
バーンスワーラー（ヒンディー語：बांसवाडा、英語：Banswara）は、インドのラージャスターン州、バーンスワーラー県の都市。

## 歴史
バーンスワーラーはラージプートの王家によって支配されていた。北はメーワール王国と隣接し、南はホールカル家と隣接していた。
1818年、第三次マラーター戦争終結後、バーンスワーラーはイギリスの保護下に入り、藩王国となった。

## 地理
バーンスワーラー北緯23度33分 東経74度27分 / 北緯23.55度 東経74.45度座標: 北緯23度33分 東経74度27分 / 北緯23.55度 東経74.45度に位置している。